# Marceli Kosman
Marceli Kosman (ur. 8 maja 1940 w Izbicy Kujawskiej, zm. 29 grudnia 2023 w Poznaniu) – polski historyk, profesor nauk humanistycznych, nauczyciel akademicki Uniwersytetu im. Adama Mickiewicza w Poznaniu. Jego mistrzami naukowymi byli prof. Henryk Łowmiański i prof. Gerard Labuda.
Pochowany na cmentarzu junikowskim w Poznaniu.

## Wybrane książki
- Na tropach bohaterów „Trylogii” (1966)
- Wielki książę Witold (1967)
- Władysław Jagiełło (1968)
- Królowa Bona (1971)
- Opowieści kórnickie (1978)
- Historia Białorusi (1979)
- Zmierzch Perkuna, czyli ostatni poganie nad Bałtykiem (1981)
- Orzeł i Pogoń. Z dziejów polsko-litewskich XIV-XX w. (1992)
- Od chrztu do chrystianizacji. Polska - Ruś - Litwa (1992)
- Na tropach bohaterów „Krzyżaków” (1995)
- Na tropach bohaterów „Quo vadis” (1998)
- Między ołtarzem a tronem. Poczet prymasów Polski (2000)[2]
- Wojciech Jaruzelski wobec wyzwań swoich czasów. O kulturze politycznej w Polsce przełomu tysiącleci (2003)
- Dějiny Polska (2011)
- Ojczyzna się odradza. Zwycięskie powstanie nad Wartą, G&P Oficyna Wydawnicza (2013)

## Odznaczenia
- 2011: "Dobosz Powstania Wielkopolskiego" od ZG TPPW[3]
- 2015: Krzyż Oficerski Orderu Odrodzenia Polski[4][5]